# Plaxopsis bifasciata
Plaxopsis bifasciata är en stekelart som först beskrevs av Szepligeti 1905.  Plaxopsis bifasciata ingår i släktet Plaxopsis och familjen bracksteklar. Inga underarter finns listade i Catalogue of Life.